# J Respect R
Singles de Damso
Paris c'est loin (ft. Booba)
(2016) Α. Nwaar Is The New Black
(2017)
Clip vidéo
[vidéo] « Damso - N. J Respect R », sur YouTube
Pistes de Ipséité
M. Noob Saibot
(12) Ξ. Une âme pour deux
(14)
J Respect R ou N. J Respect R est une chanson du rappeur belge Damso extrait de l'album Ipséité. Le titre est sorti en tant que premier single de l'album le 27 avril 2017, la veille de l'album.
Le même jour sort d'ailleurs le clip de cette musique, qui est actuellement les deuxième le plus visionné du rappeur belge, après Θ. Macarena, avec plus de 67 millions de vues.
Le single rencontre le succès lors de sa sortie et est certifié single de diamant en France.

## Classements

### Classements hebdomadaires
| Classements                             | Meilleure position |
| --------------------------------------- | ------------------ |
| France (SNEP)                           | 11                 |
| Belgique (Wallonie Ultratop 50 Singles) | 3                  |

### Classements annuels
| Classement (2017) | Position |
| ----------------- | -------- |
| France (SNEP)     | 52       |
| Classement (2018) | Position |
| France (SNEP)     | 175      |

## Certification
| Pays   | Organisme | Certification | Seuil                            |
| ------ | --------- | ------------- | -------------------------------- |
| France | SNEP      | Diamant       | 35 millions d'équivalent streams |